# بنزازوسین
بنزازوسین (به انگلیسی: Benzazocine) با فرمول شیمیایی C۱۱H۹N یک ترکیب شیمیایی است. که جرم مولی آن ۱۵۵٫۲۰ g/mol می‌باشد. 